# Outlaws de Denver
Les Outlaws de Denver (Denver Outlaws en anglais) étaient une équipe professionnelle de crosse, basée à Denver dans le Colorado. Entre 2006 et 2020, l'équipe évoluait dans la Major League Lacrosse.

## Histoire
Les Outlaws ont joué leur premier match le 20 mai 2006 contre le Machine de Chicago au INVESCO Field at Mile High. Le match a été joué devant une foule record en Major League Lacrosse avec 13 167 spectateurs (le record a été battu plus tard dans un autre match de Denver avec 15 981 personnes), où ils ont gagné 24-14. Les Outlaws de Denver a remporté le championnat de la Western Conference dès leur première saison.
Le 16 juin 2007, les Rochester Rattlers ont gagné 27-26 (dans les prolongations) sur Denver dans un match avec la marque le plus élevé dans l'histoire de la MLL au INVESCO Field at Mile High.
Le 4 juillet 2007, Denver a battu le record mondial d'affluence de crosse professionnelle (en salle et extérieure) quand 19 793 personnes sont venues pour voir le feu d'artifice du 4 juillet contre Chicago. Denver a gagné le match 22-14.

## Entraîneurs
- Jarred Testa, 2006
- Jim Beardmore, 2007
- Brian Reese (2007–2011)
- Jim Stagnitta (2012-2013)
- B.J. O'Hara : depuis 2014